# Řád vazby

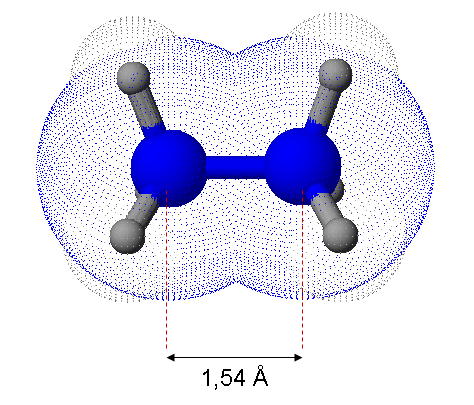
Ukázka jednoduché vazby

Řád vazby, tak jak jej definoval Linus Pauling, je určen jako rozdíl počtu elektronů ve vazebných a protivazebných orbitalech. Odpovídá mu počet elektronových párů podílejících se na vzniku vazby. Příkladem může být dvouatomová molekula dusíku (N≡N), kde je řád vazby 3, u ethynu (H−C≡C−H) je řád vazby mezi atomy uhlíku 3 a u vazeb mezi uhlíkovými a vodíkovými atomy je roven 1. Řád vazby lze použít jako měřítko její stability. Isoelektronové částice mají stejný řád vazby.
V molekulách vytvářejících rezonanční struktury nebo obsahujících neobvyklé vazby řád vazby nemusí být celé číslo. Molekulové orbitaly benzenu obsahují šest delokalizovaných pí elektronů, což společně s vazbami sigma vycházejícími z jednotlivých uhlíků vytváří řád vazby 1,5. Existují též sloučeniny obsahující vazby s řádem například 1,1.

## Řád vazby podle teorie molekulových orbitalů
V teorii molekulových orbitalů je řád vazby definován jako polovina rozdílu počtu elektronů ve vazebných a nevazebných orbitalech podle níže uvedené rovnice. Tímto způsobem často, ale ne vždy, vycházejí podobné výsledky u vazeb blízko svých rovnovážných délek, nikoliv však u natažených vazeb. Řád vazby také ukazuje sílu vazby a je široce používán v teorii valenční vazby.
{\displaystyle {\text{řád vazby}}={\frac {{\text{počet vazebných elektronů}}-{\text{počet protivazebných elektronů}}}{2}}\ }
Obecně platí, že vazby vyšších řádů bývají pevnější. Stabilní by mohly být i vazby řádu 1/2, například u H +
2  (délka 106 pm, energie 269 kJ/mol) a He +
2  (délka 108 pm, energie 251 kJ/mol).

## Jiné definice
V molekulové dynamice se používá řád vazby i potenciál řádu vazby. Velikost řádu vazby je spojená s délkou vazby. Řád vazby lze také definovat takto:
{\displaystyle s_{ij}=\exp {\left[{\frac {d_{1}-d_{ij}}{b}}\right]}}
kde {\displaystyle d_{1}} je délka jednoduché vazby, {\displaystyle d_{ij}} je experimentálně zjištěná délka vazby a b je konstanta, jejíž hodnota závisí na druhu atomů podílejících se na vazbě. Linus Pauling navrhl v původní rovnici b = 3,53 pm pro vazbu uhlík-uhlík.
{\displaystyle d_{1}-d_{ij}=0.353~{\text{ln}}s_{ij}}
Tato definice je platná pouze u dvouatomových molekul. V Hückelovy teorie molekulových orbitalů lze vytvořit jinou definici založenou na koeficientech MO.Tato teorie rozděluje vazby na sigma a pí systémy, a je tak použitelná jen u rovinných molekul s delokalizovanými vazbami pí. V molekule benzenu je podle této teorie řád vazby 1,67, tedy odlišný od obvykle používané hodnoty 1,5. Kvantově mechanická definice řádu vazby byla dlouho předmětem diskusí. Vyčerpávající metoda výpočtu řádu vazby podle kvantové mechaniky byla zveřejněna roku 2017.